# 阿穆尔州地志博物馆

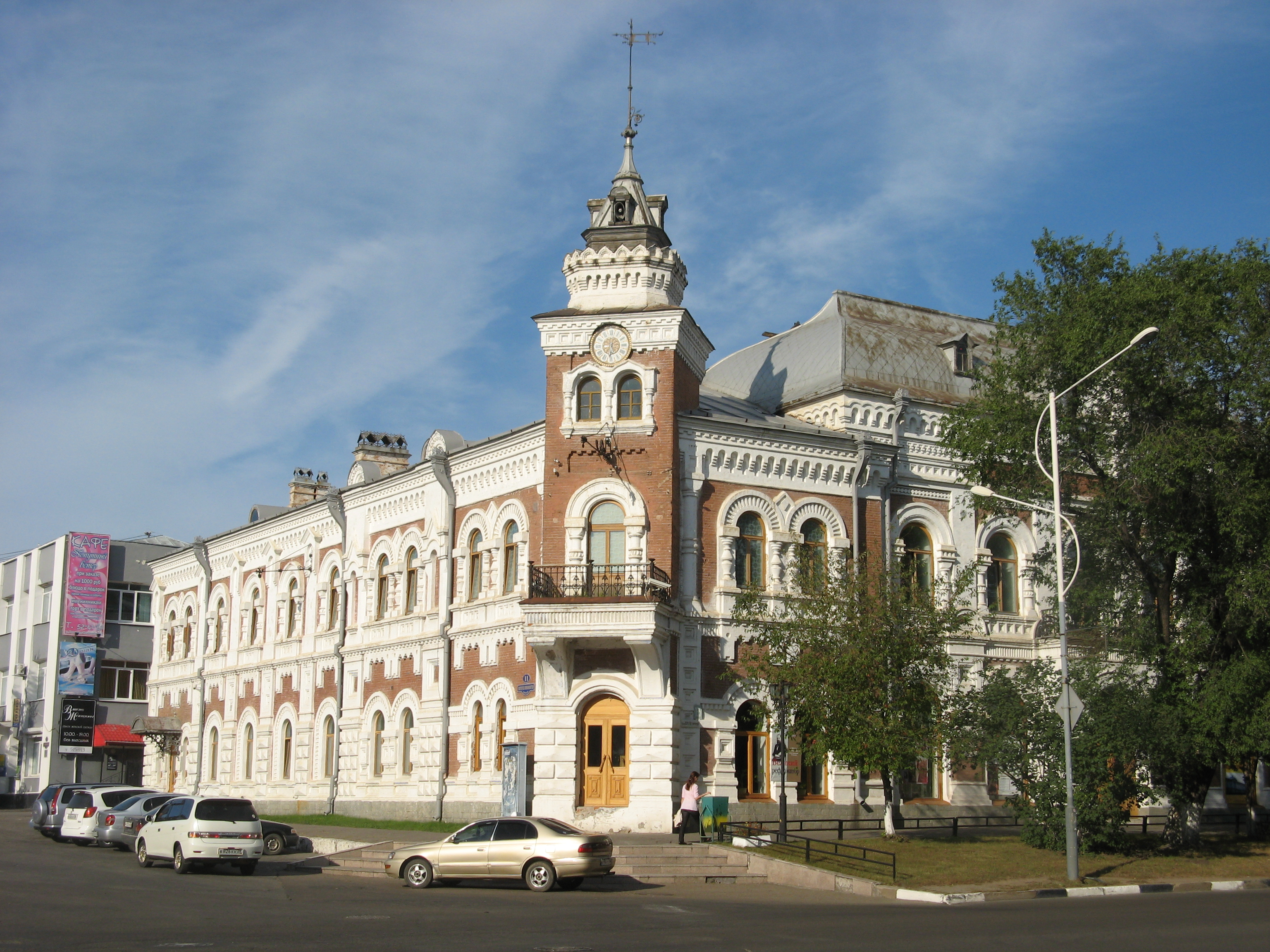
阿穆尔州地志博物馆

阿穆尔州地志博物馆是位于俄罗斯阿穆尔州海兰泡的一座综合类博物馆，展出自然及历史类藏品。

## 历史
其建筑本身原为贸易大楼，现被列为国家保护古迹。它是俄罗斯远东地区历史最久的博物馆之一。1891年，未来的俄皇尼古拉二世造访该地，矿工们兴建了展馆展出当地的物产，这就是博物馆的源起。
博物馆的特色展品包括乌斯基-牛克扎陨石、大金块、埃文基人等少数民族的民俗用品、阿穆尔州各地动植物的标本模型、19世纪的宗教题材金画等等。2楼复原了20世纪阿穆尔人的居家生活场景，并展出了一些战争时期的武器。

## 画廊

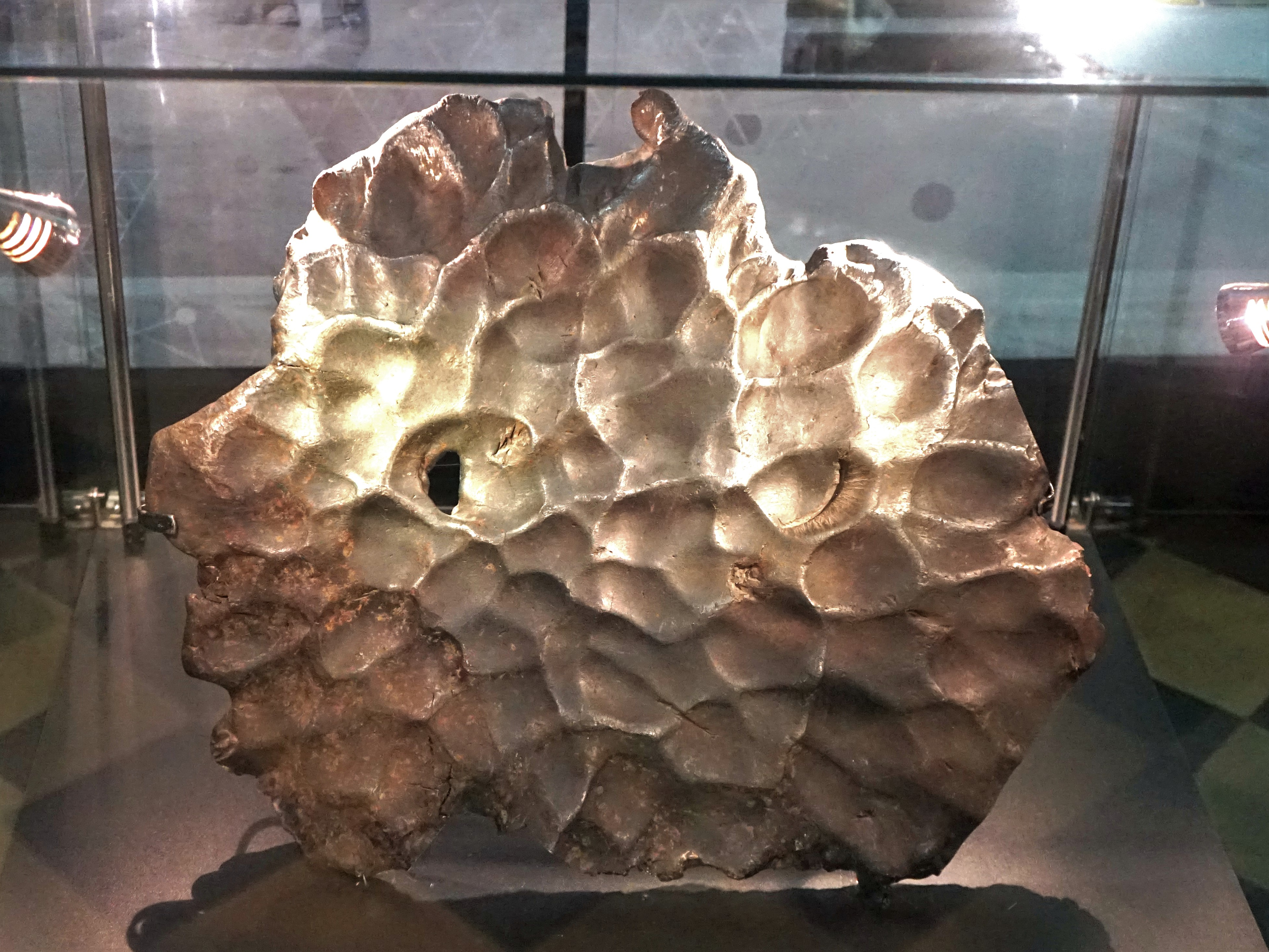
乌斯基-牛克扎陨石
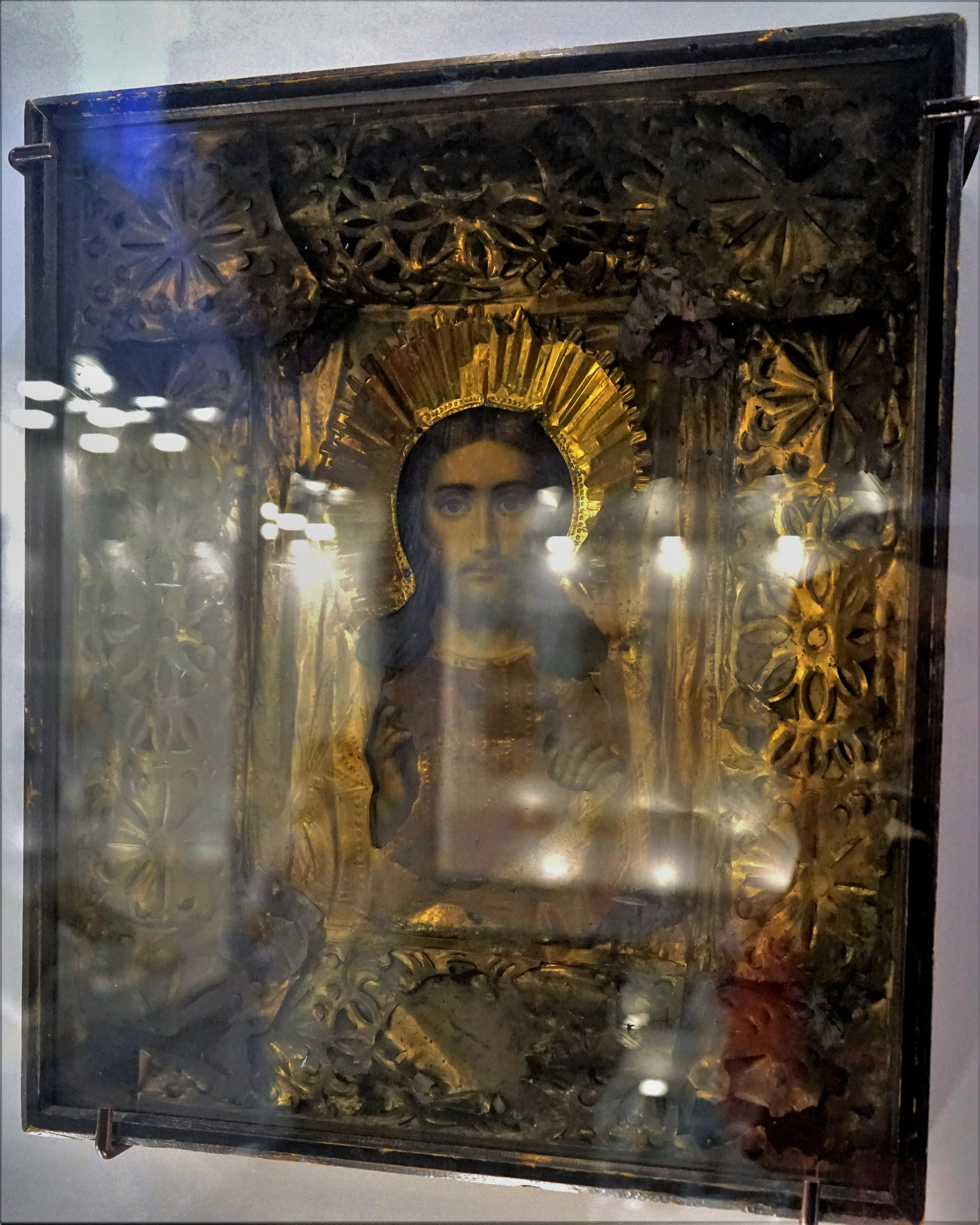
19世纪基督像
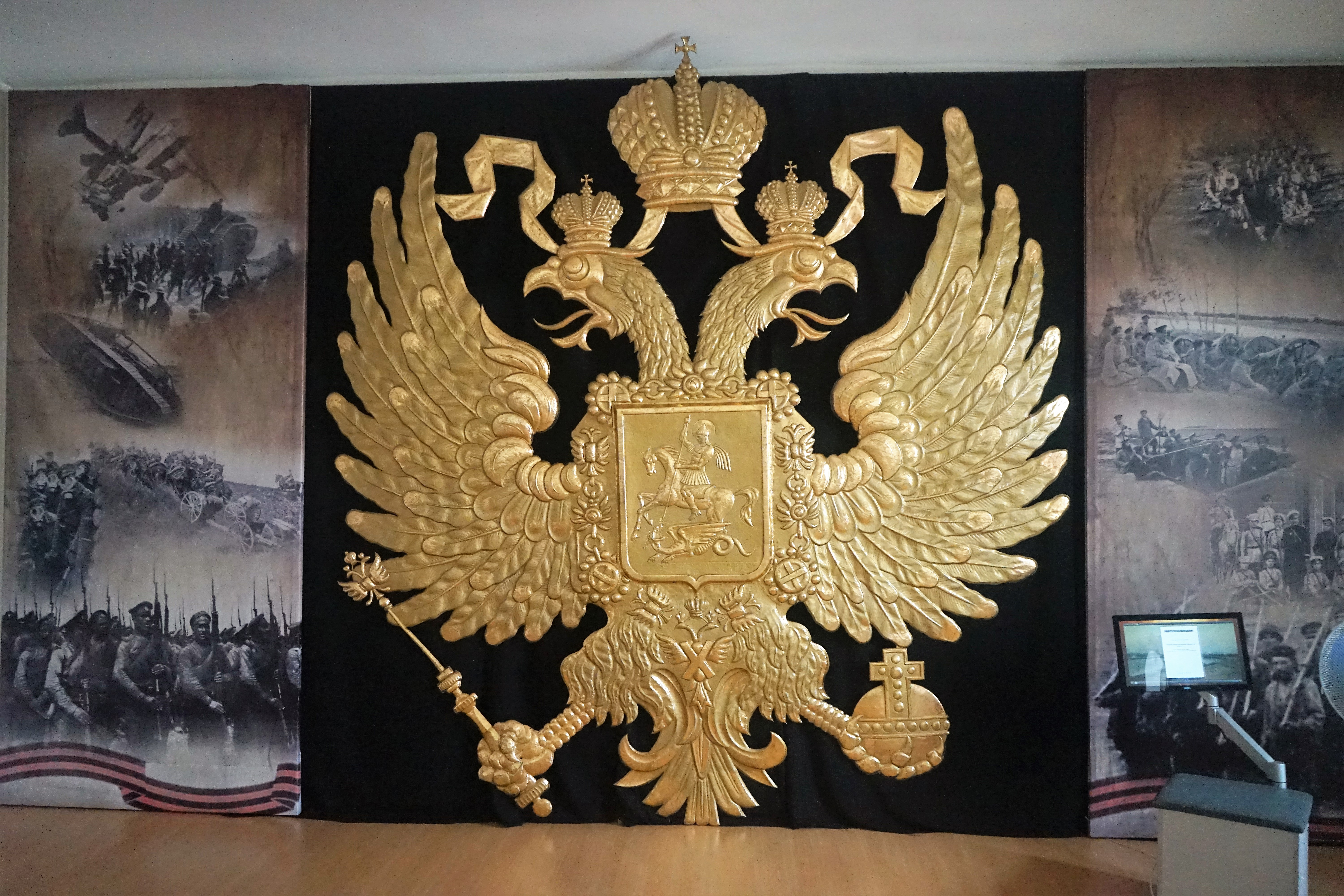
二楼的双头鹰雕塑